# Cymothoe dorothea
Cymothoe dorothea är en fjärilsart som beskrevs av Bethune-Baker 1904. Cymothoe dorothea ingår i släktet Cymothoe och familjen praktfjärilar. Inga underarter finns listade i Catalogue of Life.